# Neosemidalis (Neosemidalis) longiscapa
Neosemidalis (Neosemidalis) longiscapa is een insect uit de familie van de dwerggaasvliegen (Coniopterygidae), die tot de orde netvleugeligen (Neuroptera) behoort. 
Neosemidalis (Neosemidalis) longiscapa is voor het eerst wetenschappelijk beschreven door Meinander in 1972.